# Metal Saga: Season of Steel
Metal Saga: Season of Steel es un videojuego de rol posapocalíptico desarrollado por Crea-Tech y distribuido por Success en 2006. Fue lanzado para Nintendo DS y es un juego controlado enteramente con pantalla táctil.
Season of Steel es el sexto juego en la serie de Metal Max contando los remakes, y el cuarto juego sin contarlos. A diferencia de su predecesor Metal Saga, el juego no fue lanzado en Norteamérica. En 2007, una secuela fue lanzada en teléfonos móviles como una encarnación de Metal Saga y fue lanzada en Japón.
Esta entrega es muy diferente de las demás entregas en la serie. Por ejemplo, habrá varios personajes dentro del tanque en lugar de una sola persona, y usarán el atributo de «durabilidad» en lugar de la armadura del tanque.

## Jugabilidad
Como en la mayoría de los videojuegos de rol, los jugadores viajarán alrededor del mundo, podrán comprar equipamiento poderoso, luchar contra monstruos y salvar al mundo. A diferencia de todos los predecesores, el mapa mundial utiliza un ángulo de visión de 45 grados, simbolizando las aldeas o mazmorras como puntos; una vez que el jugador complete una tarea, la siguiente ubicación aparecerá en el mapa.
El combate transcurre individualmente por turnos, los jugadores pueden elegir combatir a los enemigos a pie o con el tanque. Todos los miembros del equipo podrán equiparse armas múltiples y elegir con cuál atacar al enemigo en un turno. Por otro lado, si los miembros eligen luchar estando dentro del tanque, cada personaje deberá usar un arma diferente para atacar al enemigo en cada turno. Cada arma y monstruo tiene su propio atributo como fuego, luz, etc. El atributo de alelopatía afectará al ataque.

## Trama
En un futuro cercano, el mundo ha sido devastado por una supercomputadora llamada Noah. Sin embargo, los restos de la humanidad lograron sobrevivir al cataclismo, y llamaron al evento «la gran destrucción». Noah continuó con su intención de limpiar a la Tierra de la humanidad en este mundo posapocalíptico. Un cazador llamado Rebanna destruyó a Noah antes de que pudiera cumplir con su ambición. Noah había previsto la posibilidad de su caída, por lo que ideó el «programa para despertar la consciencia de Noah» para ese evento improbable, y lo almacena en un recipiente hecho de una superaleación indestructible conocido como la «semilla Noah». Bajo este amenaza, los hijos de Rebanna asumirán la tarea de luchar contra la supercomputadora resucitada.

## Recepción
La revista de juegos japonesa Famitsu puntuó a Metal Saga: Hagane no Kisetsu 27/40. En su año de lanzamiento, Metal Saga: Hagane no Kisetsu vendió 26.000 copias.